# Apuka
Apuka (en rus: Апука) és un poble del krai de Kamtxatka, a Rússia, que el 2021 tenia 241 habitants. Pertany al districte de Tilítxiki.